# Otionellina squamosa
Otionellina squamosa är en mossdjursart som först beskrevs av Tenison Woods 1880.  Otionellina squamosa ingår i släktet Otionellina och familjen Otionellidae. Inga underarter finns listade i Catalogue of Life.